# Olbersdorf
För andra betydelser, se Olbersdorf (olika betydelser).
Olbersdorf är en kommun och ort i Landkreis Görlitz i förbundslandet Sachsen i Tyskland. Kommunen har cirka 4 400 invånare.
Kommunen ingår i förvaltningsområdet Olbersdorf tillsammans med kommunerna Bertsdorf-Hörnitz, Jonsdorf och Oybin.